# Trumpf Schokolade
Trumpf Schokolade — шоколад производства Ludwig Schokolade GmbH & Co. KG.

## История
В 1857 году Леонард Монгейм начал производить шоколад на фабрике Hühnermarkt в Ахене. В том же году он нанял итальянского шоколатье для изготовления шоколада ручной работы. Переход на машинное производство в 1865 году позволил расширить клиентскую базу. В 1903 году под руководством Германа Йозефа Монхайма началось производство шоколада в Ахен-Зюстерфельде.
После Первой мировой войны Ахен был оккупирован союзниками. Чтобы иметь возможность снабжать клиентов на правом берегу Рейна без ограничений, сыновьям Германа Йозефа Монхайма было поручено построить шоколадную фабрику в Берлине-Вайсензе, которая была введена в эксплуатацию в 1921 году. По данным Американского еврейского комитета, в нацистскую эпоху компания нанимала подневольных работников.
После Второй мировой войны шоколадная фабрика Trumpf в Вайсензе была принудительно экспроприирована и первоначально продолжала функционировать как VEB Trumpf до 1954 года, прежде чем она была поглощена VEB Elfe Schokoladenfabrik. В то же время начала работу шоколадная фабрика Gustav Cyliax, которая также была национализирована.
В 1936 году было подписано лицензионное соглашение с Lindt & Sprüngli на производство в Германии. Производство началось в 1951 году в Квикборне. Петер Людвиг, женившийся на Ирен Монгейм в 1951 году, присоединился к руководству компании. В 1958 году торговая марка Mauxion была передана компании Leonhard Monheim AG, после того как шоколадная фабрика Mauxion в Заальфельде была экспроприирована в 1948 году и продолжала функционировать как государственное предприятие (VEB). Семья Хютеров, бежавшая в Западную Германию, получила права на название в 1954 году. С 1955 года компания в ГДР получила название Rotstern.
В 1960 году правнук Леонарда Монгейма Бернд Монгейм присоединился к семейному предприятию Leonard Monheim KG в качестве партнёра и управляющего директора. В 1979 году он стал членом совета директоров и был членом совета директоров до частичной продажи группы компаний Chocolat Suchard (ныне Mondelēz International).
С 1986 года компания работает под названием Ludwig Schokolade GmbH & Co. KG, которая в 1998 году была интегрирована в группу Krüger.

## Продукция

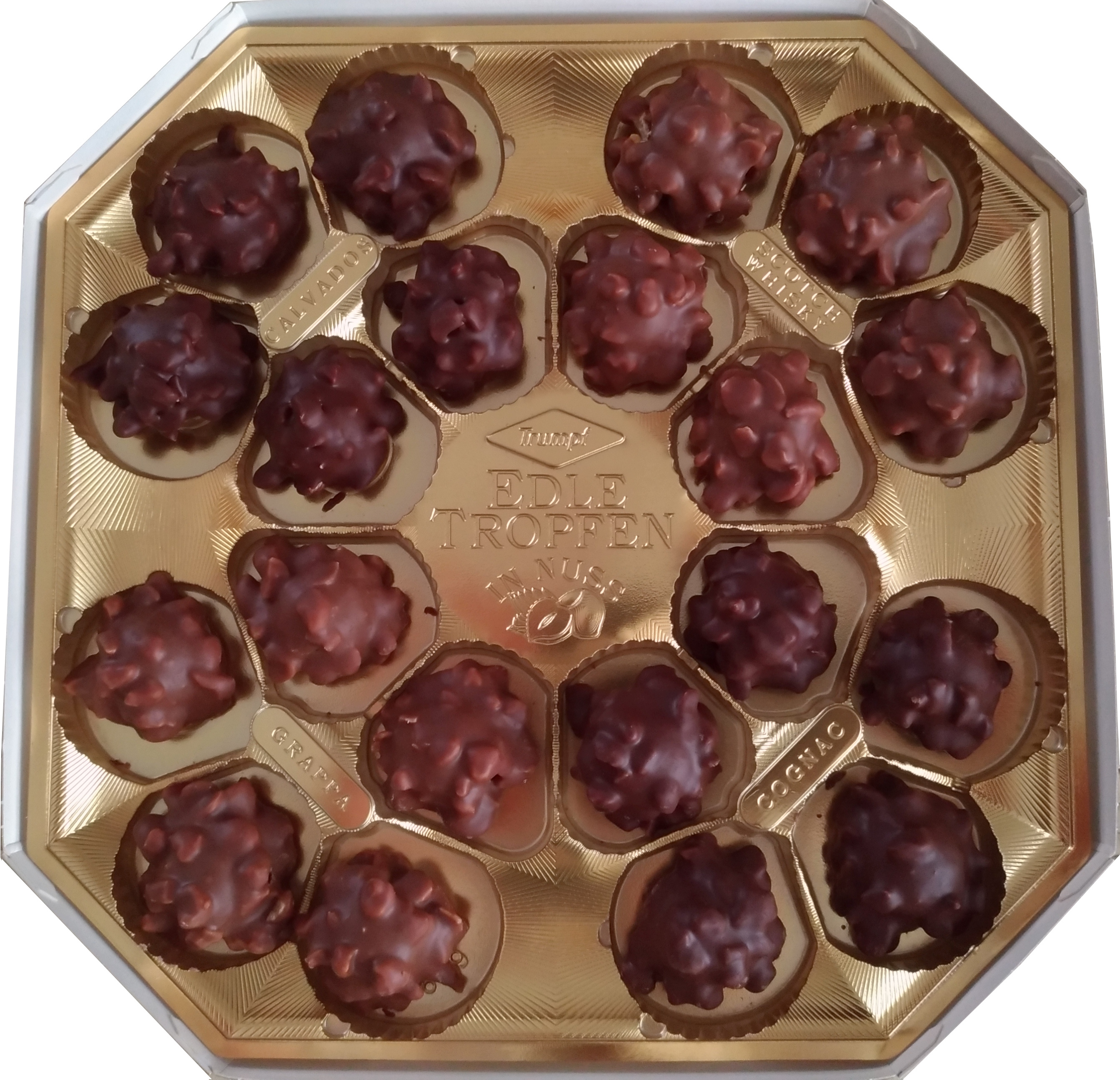
Edle Tropfen in Nuss

Под брендом Trumpf продаются различные продукты, например, шоколад Aero и смесь пралине со спиртом Edle Tropfen in Nuss. Производство продуктов осуществляется в Зарлуи, Зарвеллингене, Тучно и Скочуве. Шоколад в форме квадратного пралине Schogetten, продаваемый с 1962 года в различных вкусах и размерах упаковки, выпускается компанией Ludwig Schokolade, которая также входит в группу Krüger.